# Klen
Klen (znanstveno ime Squalius cephalus) je evropska sladkovodna riba iz družine krapovcev.

## Opis
Klen je riba z valjastim telesom, pokritim z velikimi luskami. Ima izrazito veliko, ploščato glavo s širokim čelom in velikimi usti, katerih ustnice so mesnate in široke, v njih pa so dvoredni zobje, kar izkazuje roparsko ribo. Hrbet je pri odraslih primerkih sivozelene barve, boki so srebrni ali zlatorumeni, trebuh pa bel. Hrbtna in repna plavut sta temnejših odtenkov, prsni imata rdečkaste konice, trebušni in predrepna plavut pa so rdečkaste barve. Klen doseže dolžino do 60 cm in je težak do 4 kilograme. V izjemnih pogojih živijo do 20, v povprečju pa le okoli 10 let. Spolno dozorijo v tretjem ali četrtem letu starosti, drstijo pa se od aprila do junija na plitvih prodiščih hitrega toka rek. V času drstitve dobijo samci drstne bradavice po glavi in telesu.
Klen se v mladosti hrani z vodnimi žuželkami in ličinkami in občasno z ikrami drugih ribjih vrst ter vodnim rastlinjem, odrasli kleni pa se hranijo tudi z ribami.

## Razširjenost
Klen je razširjen po celi Evropi, razen na skrajnem severu in jugu. Živi v jatah v vseh večjih vodotokih, pa tudi v jezerih in drugih stoječih vodah. Odrasli samci pogosto postanejo samotarji. Ponekod v severni Evropi ga je najti celo v somornici. Pozimi se umakne v globlje dele rek in jezer, spomladi pa se vrača v plitvejše tokove. V Sloveniji ga je najti v vseh rekah donavskega porečja, predvsem v pasu postrvi, lipana, mrene in ploščiča. Ogroža ga regulacija rečnih tokov, ki mu uničuje drstišča ter organska onesnaženost vodotokov.